# 後藤忠徳
後藤 忠徳（ごとう ただのり）は、日本の工学者、地球科学者。専門は、資源工学。
1991年、神戸大学理学部地球科学科卒業。1993年、神戸大学理学研究科地球科学専攻修士課程を修了し、理学修士号を授与された。1997年に京都大学より博士（理学）を取得。論文の題は「Study on the Electrical Resistivity Structure around the Seismogenic Zone in the Crust(地震発生域周辺における地下比抵抗構造の研究)」。その後、1998年に愛知教育大学総合科学課程地球環境科学領域助手を務め、2000年より海洋科学技術センター深海研究部特別研究員、のち研究員を務める。2008年から京都大学大学院工学研究科准教授を務め、2019年から兵庫県立大学大学院生命理学研究科教授を務めている。

## 著作
- 『海の授業』幻冬舎 2013年、ISBN 978-4344024274
- 『地底の科学 地面の下はどうなっているのか』ベレ出版 2013年、ISBN 978-4860643706